# Manuel Eròtic Comnè
Manuel Eròtic Comnè (grec medieval: Μανουήλ Ἐρωτικός Κομνηνός, Manuïl Erotikós Komninós; nascut cap al 955-960 i mort cap al 1020) fou un capitost de l'Imperi Romà d'Orient durant el regnat de Basili II, així com el primer avantpassat ben documentat de la dinastia dels Comnens. No se sap gaire cosa sobre els seus orígens. Les fonts tan sols el mencionen com a comandant de la defensa de Nicea contra el rebel Bardes Escler el 978 i com a emissari imperial al mateix Escler onze anys més tard. Tingué tres fills, tots a una edat avançada. El seu fill gran, Isaac I Comnè, fou emperador entre el 1057 i el 1059, mentre que el petit, Joan, fou el progenitor de la dinastia dels Comnens a través del seu fill Aleix I Comnè.

## Biografia
No se sap res sobre els primers anys de la vida de Manuel. Basant-se en el fet que ja formava part de l'exèrcit el 978 i que encara podia engendrar fills cap al 1015, els estudiosos moderns n'han situat el naixement en una data propera al 955-960. Tampoc no es coneix la identitat dels seus pares. Com que el primogènit de Manuel es deia Isaac, l'acadèmic grec Konstandinos Varzós dona com a probable que el seu pare s'hagués dit igual, car els grecs tradicionalment han batejat el seu primer fill mascle amb el nom de l'avi patern del nounat. No se sap res més sobre la seva vida i la seva carrera. Segons Varzós, Manuel hauria heretat el cognom «Comnè» del seu pare, mentre que la seva mare hauria estat una dona anònima de la família Eròtic, possiblement relacionada amb Teòfil Eròtic, un rebel del segle xi. L'acadèmic francès Jean-Claude Cheynet, en canvi, suggerí que Manuel formava part de la família Eròtic i que fou el primer a canviar-se el cognom a Comnè. La majoria d'estudiosos moderns accepten el relat de Miquel Psel·los segons el qual la família hauria tingut els seus orígens al poble de Komni (Tràcia). Varzós també considera que Manuel era germà del protoespatari Nicèfor Comnè, que fou nomenat governador de la regió armènia de Baspracània poc després de la seva annexió el 1021, relació que no es pot ni demostrar ni descartar amb certesa.
Apareix a les fonts per primera vegada el 978, quan dirigí la defensa de Nicea contra el general rebel Bardes Escler, que s'havia alçat contra l'emperador Basili II (r. 976-1025). La seva besneta, la princesa Anna Comnena, sostingué en l'Alexíada que era estrateg autocràtor (comandant en cap) d'Orient i que havia estat enviat amb plens poders per esclafar la revolta, però és molt més probable que en realitat només fos un comandant local. Malgrat que els assetjadors aconseguiren minar i ensorrar una de les torres, Manuel dirigí la defensa de la ciutat amb un cert èxit fins que els defensors es trobaren entre l'espasa i la paret per la falta de provisions. Tanmateix, Manuel fou més murri que Escler i, fent-li creure que encara li quedaven muntanyes de blat i que estava valorant la possibilitat d'unir-se a la revolta, l'enganyà perquè deixés marxar els habitants a Constantinoble. Manuel reapareix el 989, quan fou enviat com a emissari per convèncer Escler, que s'havia tornat a alçar contra Basili II, perquè es rendís. Manuel realitzà la tasca amb èxit i el vell rebel s'entregà l'11 d'octubre. En algun moment de la seva vida li foren concedides les dignitats de patrici, antípat i vestes. Manuel era propietari de terres a la zona de l'actual Kastamonu (Paflagònia), que foren heretades pel seu primogènit després de la seva mort i es convertiren en feu de la família durant el segle xi. Manuel Eròtic Comnè probablement morí cap al 1020 i els seus fills, encara joves, foren confiats a l'emperador Basili II.

## Família
No se sap gairebé res sobre la muller de Manuel. Probablement es deia Maria, igual que dues de les seves netes, i morí cap al 1015. El matrimoni tingué dos fills i una filla:
- Isaac I Comnè (ca. 1007-1061), que es casà amb Caterina de Bulgària, filla de l'últim tsar de Bulgària, i es convertí en un general distingit. El 1057 ascendí al tron com a líder d'un complot de generals anatòlics, però el 1059 abdicà i es retirà a un monestir.[9]
- Una filla el nom de la qual no apareix a les fonts (nascuda ca. 1012), casada amb Miquel Docià, que fou catepà d'Itàlia i morí a mans dels petxenegs el 1050.[10]
- Joan Comnè (ca. 1015 - 12 de juliol del 1067), que es casà amb Anna Dalassena i fou domèstic de les escoles durant el regnat del seu germà. Els seus fills mascles també arribaren a ocupar alts càrrecs militars i el tercer d'ells, Aleix I Comnè, ascendí al tron el 1081 com a primer emperador de la dinastia dels Comnens.[4][11]